# 莊訓鑫
莊訓鑫，台灣知名導演，國立藝專（今名台灣藝術大學）影劇系畢業，同班同學李安是國際知名電影導演。

## 簡介
莊訓鑫曾在台視警匪單元劇《天眼》擔任導演，該劇在台膾炙人口，連續播出六年多，均為同時段收視率第一。1984年中國廣播公司與明德基金會策劃、趙琴（趙皓明）主持之錄影帶《你喜愛的歌》，莊訓鑫擔任外景指導。1997年，莊訓鑫在華視警匪警世單元劇《台灣靈異事件》及華視驚悚警世單元劇《台灣怪談》擔任導演。
2001年，莊訓鑫轉赴中國大陸，拍攝開全傳播製作人趙大深與北京亞環影音製作公司合拍的古裝武俠連續劇《拍案驚奇》。該劇在中國大陸更改劇名為《無敵縣令》，由沈怡和莊訓鑫共同執導（沈怡拍十五集、莊訓鑫拍二十九集）。因中國大陸境外人士名額限制理由，該劇播出時導演冠名「沈莊」（各取沈怡與莊訓鑫的姓）。
2004年由中國國際電視總公司製作的偶像劇《粉領一族》，莊訓鑫擔任導演兼編劇，在央視八套播出。同樣是名額限制困擾，導演冠名孔剛（實為製片）及黃葆華（實為攝影師）。
2005年杭州金視影視周之光製作的青春偶像劇《老鼠愛大米》，莊訓鑫擔任導演兼編劇。2006年湖南經視製作的警匪單元劇《暗夜心慌慌》，莊訓鑫擔任導演兼編劇指導，該劇一推出即將湖南衛視《超級女聲》擊敗，收視率9點多，一直穩居該時段收視率第一。
2009年由周之光製作之諜戰劇《螳螂》，莊訓鑫編寫劇本，因故退出導演一職。2011年湖南衛視自製偶像劇《另一種燦爛生活》，莊訓鑫擔任導演。

## 外部連結
- 莊訓鑫的新浪微博
- 莊訓鑫在豆瓣上的资料（简体中文）

1. ↑  . www.itfly.pc-fly.com.   [2018-10-07]. （原始内容存档于2019-07-23）.
2. ↑  . ent.163.com.   [2018-10-07]. （原始内容存档于2018-10-07）.
3. ↑  . ent.qq.com.   [2018-10-07]. （原始内容存档于2018-10-07） （中文（中国大陆））.
4. ↑  . enjoy.eastday.com.   [2018-10-07]. （原始内容存档于2018-10-07）.